# Explosions in the Sky
Explosions in the Sky est un groupe de post-rock américain, originaire d'Austin, au Texas. Le groupe est sur le label Temporary Residence Limited qui les a signés après avoir seulement écouté la moitié de leur démo. Ils comptent au total huit albums et ont composé la musique de plusieurs films et séries télévisées dont le film Friday Night Lights.

## Biographie

### Formation et premier album (1999–2000)

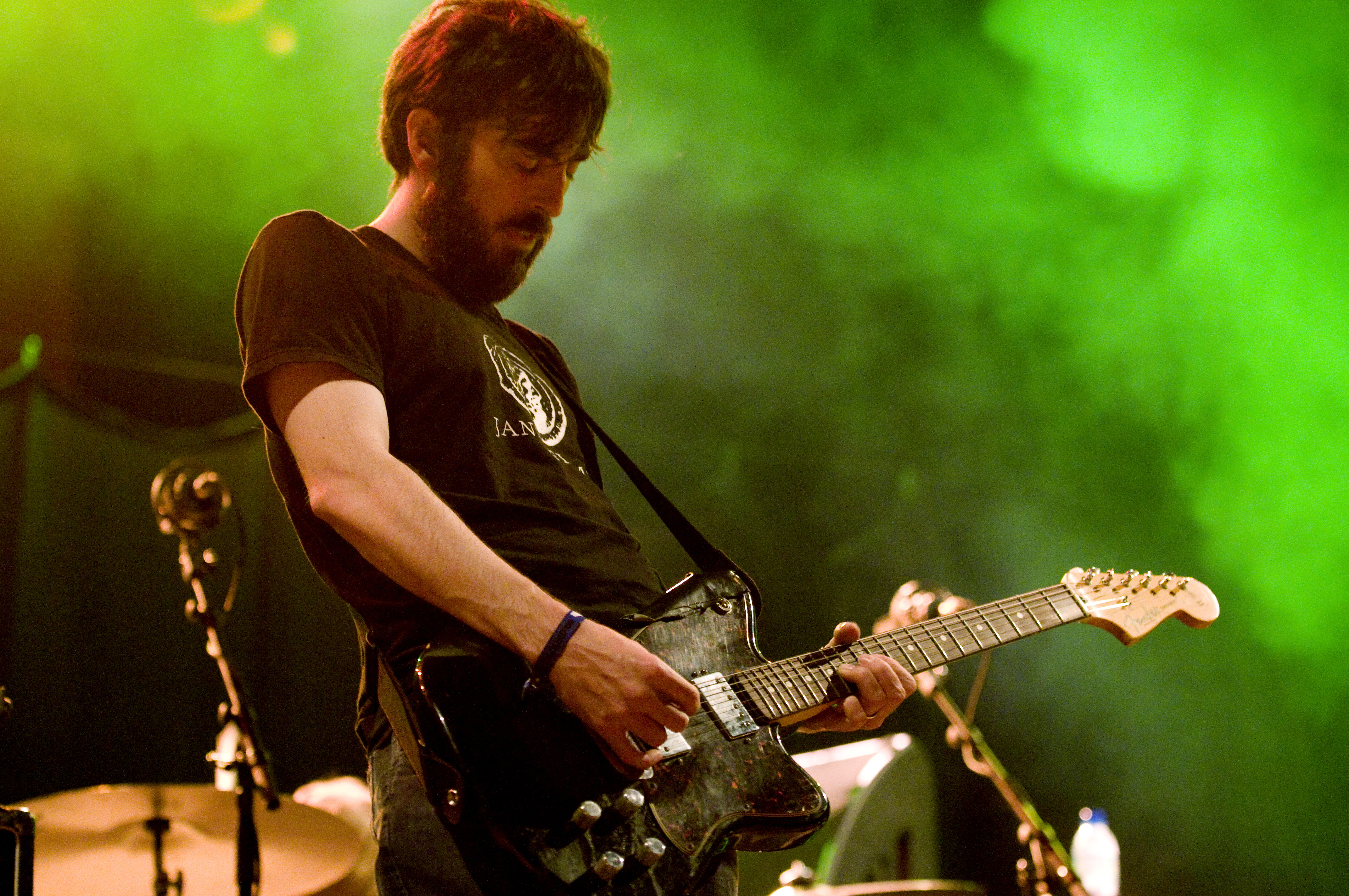
Mark Smith lors d'un concert en 2008.

Explosions in the Sky est un groupe de post-rock, originaire d'Austin (Texas). Mark, Munaf et Michael, qui étaient amis depuis 1993, viennent tous les trois de Midland et décident de s'installer à Austin entre 1996 et 1998. Quant à Chris, il vient de Rockford dans l’Illinois et arrive à Austin au début de l’année 1999 pour étudier le cinéma à l'Université du Texas,. S’ennuyant incroyablement, Christopher Hrasky pose une annonce dans un magasin de disques d’Austin « Recherche: Groupe de rock triste, triomphant »,. La première rencontre a lieu dans le populaire Milto’s Pizza Pub, un restaurant d’Austin, en février 1999.
Le groupe existe depuis mars 1999, mais la date de naissance officielle du groupe est le 4 juillet 1999, jour de la fête nationale américaine. Le groupe se produisait sous le nom de Breaker Morant à la radio KVRX (en) où ils jouent leur chanson Remember me as a time of day. L'enregistrement de la chanson est présent sur la compilation Refurbished Robots. En sortant du studio de la radio ou chez lui, Christopher Hrasky fait une remarque sur les feux d'artifice et le groupe changea de nom.
Ils jouent pour la première fois devant des gens en août 1999 pour un concert de talent pour les employés de la société Gallup Opinion Poll. Le mois suivant, ils jouent un second concert pour une brocante dont les revenus étaient destinés à une station de radio. Le 23 janvier 2000 à Austin, ils jouent leur premier « vrai » concert puis enregistrent leur premier album How Strange, Innocence. L'album est édité à 300 exemplaires. En mars 2000, ils ont joué au festival South by Southwest. Ils acquièrent rapidement une bonne réputation (tout comme d’autres groupes locaux comme Lift to Experience). Un ami, Lee Gillespie, membre des American Analog Set (en), aurait transmis une démo du groupe à son label Temporary Residence Limited,. Le label Temporary Residence Limited les a signés en août 2000 après avoir seulement écouté la moitié de leur démo,.

### Those Who Tell the Truth Shall Die...(2000–2001)

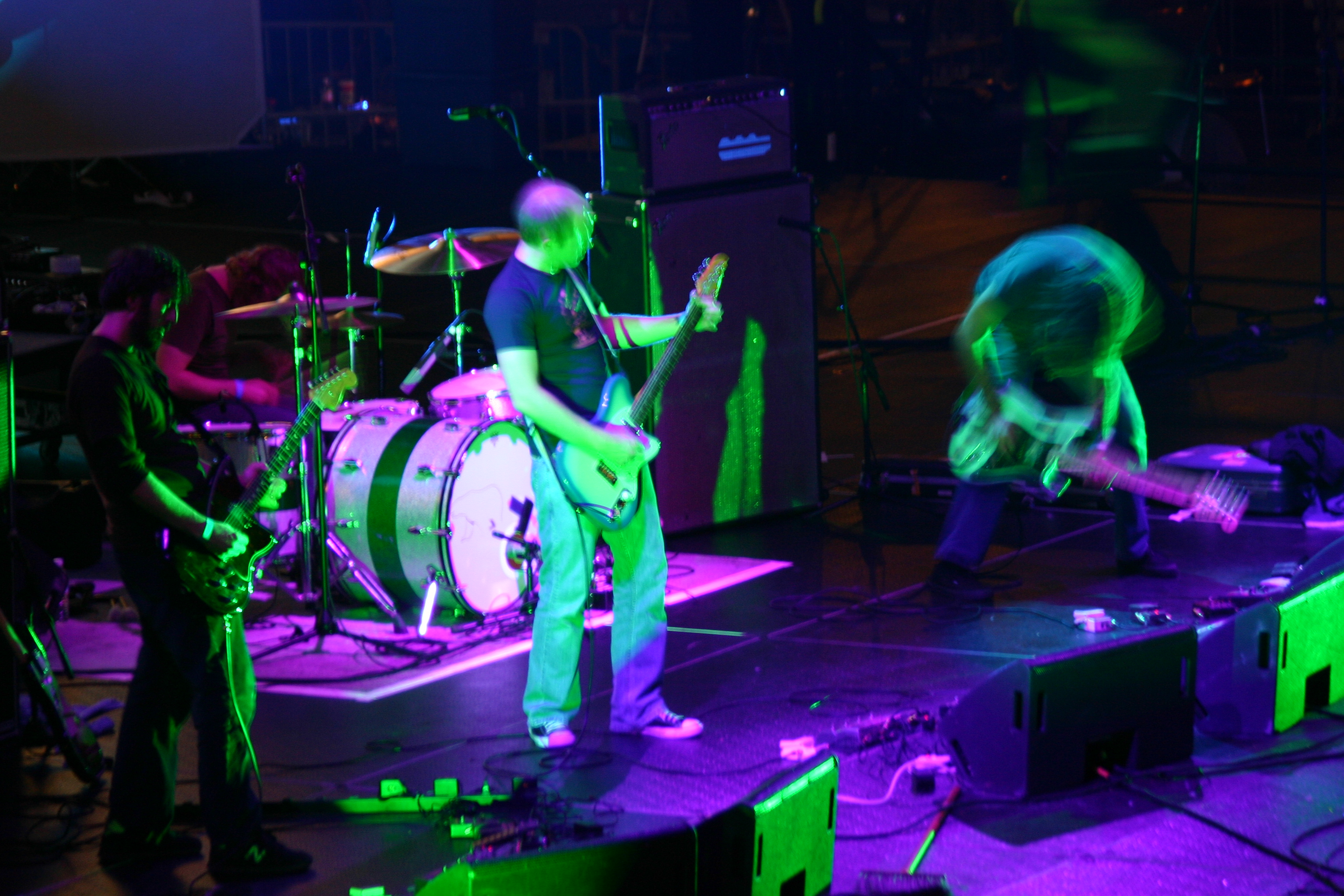
Explosions in the Sky lors d'un concert à San Francisco.

En décembre 2000, ils enregistrent leur second album Those Who Tell the Truth Shall Die / Those Who Tell the Truth Shall Live Forever dans une maison sans chauffage, au milieu de nulle part. Ce titre viendrait d’un documentaire dont les membres du groupe ont entendu parler. Cependant aucune trace de ce documentaire n’a jamais été trouvée. Avec la parution de ce second album, le groupe obtient l’attention des médias car l'image sur le livret de l’album contient est celle d’un avion avec comme légende : « cet avion s’écrasera demain ». La pochette de l'album a été réalisée par David Logan en hommage aux Anges de Mons,.
En mars et avril 2001, deux de leurs concerts sont interrompus par la police : le premier au South by Southwest, le second dans un jardin d'une maison d'Austin alors qu'ils jouaient avec les American Analog Set (en). L'album sort le 27 août 2001, De nombreuses sources prétendent que l’album est sorti soit le 4 septembre 2001 ou le 10 septembre 2001, soit une semaine ou une journée avant le 11 septembre 2001. Les membres du groupe expliquent qu’ils en avaient eu l’idée plus d’un an avant les attentats du World Trade Center. Le groupe part en tournée en octobre 2001 avec ...And You Will Know Us by the Trail of Dead pendant cinq semaines. En décembre 2001, le groupe part en tournée européenne. Michael James est retenu à l'aéroport d'Amsterdam en raison de l'inscription, qui était présente sur le livret du CD, « cet avion s’écrasera demain » sur sa guitare. L'album compte 8 000 exemplaires vendus entre 2001 et 2003.

### The Earth is Not a Cold Dead Place(2003–2004)
L'année 2003 marque la sortie de leur troisième album, The Earth is Not a Cold Dead Place, suivie par une longue tournée européenne de plus de cinq mois. L'album est inspiré par le Monahans Sandhills State Park ainsi que par la ville de Midland. L'album a été acclamé par la critique.
Brian Reitzell, directeur musical du film Friday Night Lights, recommande le groupe auprès du réalisateur, Peter Berg, pour réaliser la bande originale. Après avoir écouté quelques chansons, Peter Berg décide de choisir le groupe. Les chansons pour le film sont enregistrées en deux sessions de deux semaines. Le succès du film permet au groupe d'élargir leur public,.
The Earth Is Not a Cold Dead Place s'est vendu à 55 000 exemplaires aux États-Unis dont 34 000 après la sortie du film Friday Night Lights. Grâce à ce succès, le groupe devient le groupe le plus important de leur label Temporary Residence Limited.

### All of a Sudden, I Miss Everyone(2007–2010)

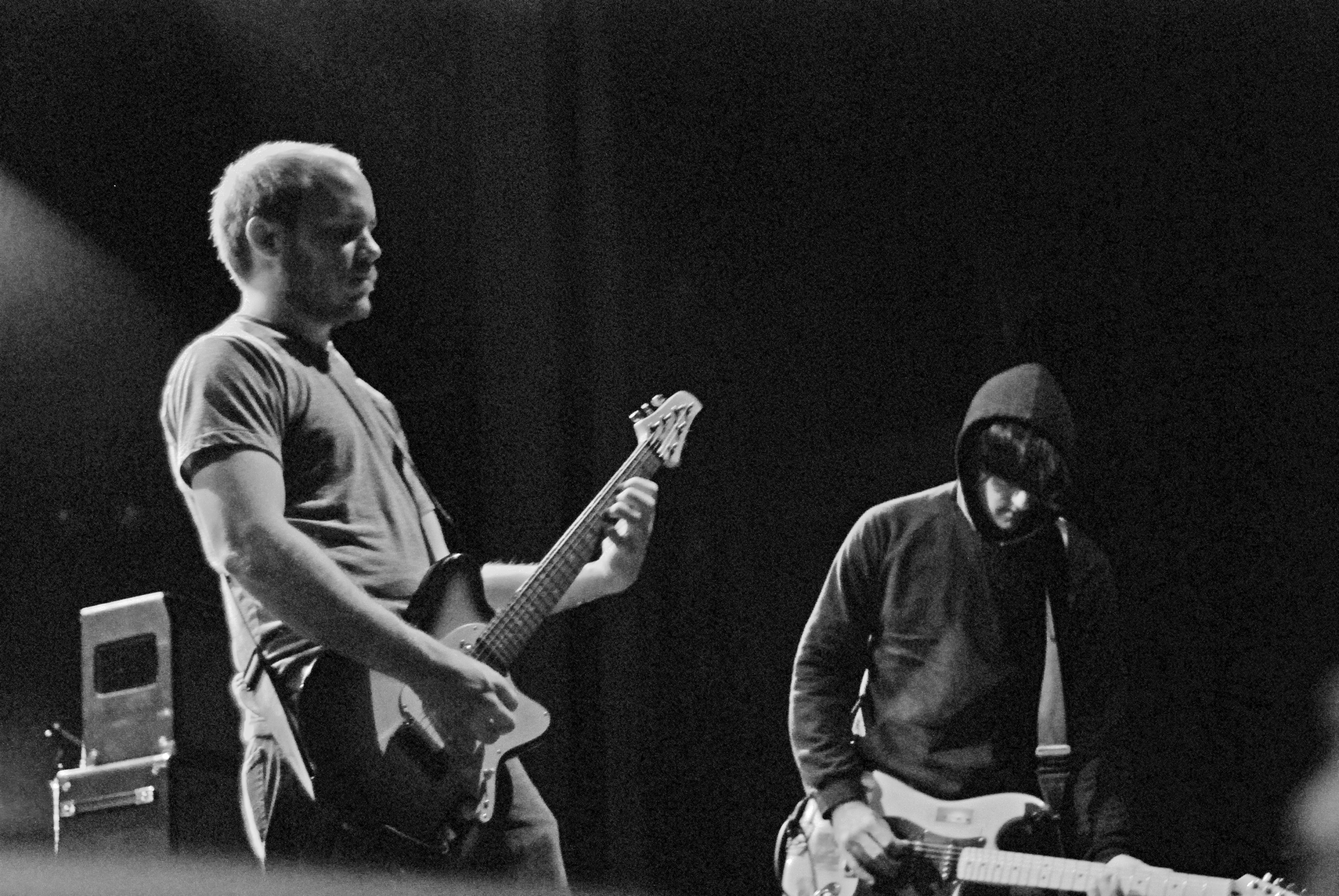
Le groupe en 2007.

Leur quatrième album, intitulé All of a Sudden, I Miss Everyone est sorti le 19 février 2007.

### Take Care, Take Care, Take Care(2011–2015)
Le 25 janvier 2011, ils annoncent la sortie en avril 2011 de leur cinquième album, Take Care, Take Care, Take Care. Le groupe réalise avec David Wingo la bande originale du film Prince Avalanche de David Gordon Green qui est sorti en août 2013.
En 2013, le groupe assure la première partie des Nine Inch Nails lors de leur tournée américaine. L'album s'est vendu à 20 000 exemplaires aux États-Unis la semaine suivant sa sortie.

### The Wilderness(depuis 2016)
En janvier 2016, le groupe annonce la sortie de leur sixième album, The Wilderness.
En 2019, pour célébrer son vingtième anniversaire, le groupe publie une réédition remastérisée en vinyle et en format numérique de deux de leurs précédents albums, How Strange, Innocence et The Rescue, et part en tournée. Les albums sont publiés le 16 août 2019.

### End (2023)
Sorti le 15 septembre 2023, End est le 7ème album studio du groupe, et de loin le plus abouti[réf. nécessaire].
L'annonce de leur tournée "End tour" en avril 2023, sans aucune autre information, a quelque peu créé la panique, laissant croire à une séparation du groupe. On apprend finalement quelque temps plus tard qu'il s'agissait simplement de l'intitulé du nouvel album.
La sortie de l'album est suivie d'une tournée mondiale.

## Style musical
Ils définissent leur musique comme des « mini symphonies cathartiques ». Leurs chansons peuvent durer plus d'une dizaine de minutes. Dans un article de 2023, le magazine Exclaim affirme que « peu de groupes semblent réunir les caractéristiques fondamentales du post-rock aussi bien qu'Explosions in the Sky : de longues chansons instrumentales avec une structure de type "calme – montée en puissance – retour au calme", des crescendos triomphants et une approche dramatique qui convient parfaitement aux bandes originales de films et de séries télévisées. ».

## Membres
- Munaf Rayani - guitare
- Mark Smith - guitare
- Michael James - basse, guitare
- Christopher Hrasky - batterie

Le groupe est accompagné par un ami du groupe, Carlos Torres, lors de leur dernière tournée.

## Discographie

### Albums studio
- 2000 : How Strange, Innocence
- 2001 : Those Who Tell the Truth Shall Die / Those Who Tell the Truth Shall Live Forever
- 2003 : The Earth is Not a Cold Dead Place
- 2005 : The Rescue (EP)
- 2007 : All of a Sudden, I Miss Everyone
- 2011 : Take Care, Take Care, Take Care
- 2016 : The Wilderness
- 2023 : End

### Bandes originales
Séries télévisées
- Friday Night Lights (2006)
- American Primeval (2025)

Documentaires télévisés
- Big Bend (An Original Soundtrack for Public Television) (Documentaire PBS "Big Bend: The Wild Frontier of Texas") (2021)

Films
- Friday Night Lights (2004)
- Kaboom (2010)
- Prince of Texas de David Gordon Green (2013)
- Du sang et des larmes (2013)
- Manglehorn (2014)

### Compilations
- Remember Me as a Time of Day sur Refurbished Robots (1999)
- The Long Spring sur Thank You (2004)
- Welcome Ghosts sur Destroy Independent Music! (2007)
- First Breath After Coma sur la bande son de Friday Night Lights (2007)
- Your Hand in Mine sur The Steel People (2009)
- Your Hand in Mine sur la bande son de Love Happens (2009)
- You Knew Joe? sur la bande son Joe (2013)
- Remember Me as a Time of Day sur Me and Earl and the dying girl (2015)